# Take-Two Interactive
Take-Two Interactive Software, Inc. – wydawca, producent i dystrybutor gier komputerowych. Siedziba firmy znajduje się w Nowym Jorku. Studio producenckie znajdują się w San Diego, Vancouver, Toronto, Wiedniu i w Austin w Teksasie.

## Wykupione oddziały Take-Two
- Rockstar Games, Inc. i jego sześć pododdziałów
- Global Star Software
  - Gathering of Developers
  - Gotham Games
  - TalonSoft
- 2K Games
  - 2K Sports
    - Visual Concepts
    - Kush Games
    - Indie Built, Inc.
    - Venom Games, Ltd.

  - Frog City Software
  - Take-Two Licensing (niegdyś TDK Mediactive)
- Jack of All Games
- Joytech, Ltd.
- Squad
- Zynga